# 機密情報隔離施設
機密情報隔離施設（きみつじょうほうかくりしせつ、英: Sensitive Compartmented Information Facility、略称：SCIF〈英語発音: [skíf]〉）とは、盗聴など外部からの諜報活動による情報漏洩の恐れなく機密情報を扱うための特定の基準を満たす設備を備えた施設。アメリカ合衆国連邦政府のインテリジェンス・コミュニティーを統括する国家情報長官室により認定される。

## 概要
機密情報隔離施設は、国家情報長官が発令する"Intelligence Community Directive"の705号(ICD 705)に定められた統一的要件に基づいて建設されることが求められる。ICD 705で定められた要件は、さらに国家防諜安全保障センターが定めた技術仕様などによって詳細に規定される。技術仕様には、
- 外部からアクセス可能な蝶番のピンは取り外しできないように加工されていること
- 窓は極力排除すること
- 窓が存在する場合ははめ殺しであること
- 一定以上の音響透過クラス（英語版）であること

などが定められている。
アメリカ合衆国国内では連邦議会議事堂（立法府）・ホワイトハウスおよびアイゼンハワー行政府ビル（行政府）・機密情報に関わる事件を頻繁に取り扱うニューヨーク南部地区連邦地方裁判所やバージニア州東部地区連邦地方裁判所（司法府）などの連邦政府の三権にかかわる重要施設の多くに設置されている。米国内に所在するもっとも有名な機密情報隔離施設として、ホワイトハウスの地下に設置されているシチュエーションルームが挙げられる。
国外では各地の大使館や領事館などの在外公館、アメリカ欧州軍司令部の置かれているシュトゥットガルトのパッチ駐屯地や在日米陸軍司令部の置かれている神奈川県のキャンプ座間などの在外米軍基地の司令部などに設置されている。
また、常設の施設のほかにも大統領の外遊先などで必要に応じて仮設の施設が設営される場合もある。ジョージ・W・ブッシュ政権で国家安全保障担当大統領次席補佐官を務めたマーク・ファイフルは、大統領が外遊する際には前もって機密情報隔離施設のテントを設営できる候補場所を確保するのが通例だとしている。